# Lipara australis
Lipara australis är en tvåvingeart som beskrevs av Malloch 1940. Lipara australis ingår i släktet Lipara och familjen fritflugor. Inga underarter finns listade i Catalogue of Life.